# 不死蝶 (アルバム)
『不死蝶』（原題: Borboletta）は、サンタナが1974年に発表したアルバム。バンド名義のスタジオ・アルバムとしては6作目。

## 解説
リーダーのカルロス・サンタナがジャズ/フュージョンに傾倒していたのを反映して、リターン・トゥ・フォーエヴァーのスタンリー・クラークや、同バンドの元メンバーであるアイアート・モレイラ、フローラ・プリムがゲスト参加。共同プロデューサーとしてもクレジットされているマイケル・シュリーヴは、本作を最後に脱退し、一部のドラム・パートを担当したレオン・ンドゥグ・チャンクラーが、サンタナの2代目ドラマーとなった。
オリジナルLPのジャケットは、アルグラスという光る特殊紙を使用し、2006年にソニー・ミュージックエンタテインメントから発売された紙ジャケットCDでも再現された。
セールス的には大きな成果を挙げられず、アメリカとイギリスの両方のチャートでトップ10に入らなかった。

## 収録曲
1. 2. 6. 9. 10. 11. 12. はインストゥルメンタル。
1. 春の訪れ - "Spring Manifestations" (Airto Moreira, Flora Purim) - 1:04
2. 花の歌 - "Canto de los Flores" (Tom Coster, Santana Band) - 3:46
3. 新たなる旅立ち - "Life Is Anew" (Carlos Santana, Michael Shrieve) - 4:15
4. 果てしなき世界 - "Give and Take" (C. Santana, T. Coster, M. Shrieve) - 5:44
5. 太陽のもとへ - "One with the Sun" (J. Martini, E. Martini) - 4:22
6. 熱望 - "Aspirations" (T. Coster, C. Santana) - 5:09
7. 君の教え - "Practice What You Preach" (C. Santana) - 4:31
8. はかない夢 - "Mirage" (Leon Patillo) - 4:42
9. ヒア・アンド・ナウ - "Here and Now" (Armando Peraza, C. Santana) - 3:01
10. シナモンの花 - "Flor de Canela" (C. Santana, Doug Rauch) - 2:20
11. 漁民の契 - "Promise of a Fisherman" (D. Caymmi) - 8:06
12. 不死蝶 - "Borboletta" (A. Moreira) - 2:50

## 参加ミュージシャン
- カルロス・サンタナ - ギター、パーカッション、ボーカル
- レオン・パティロ - ボーカル、ピアノ
- トム・コスター - ピアノ、ハモンドオルガン、キーボード
- デヴィッド・ブラウン - ベース
- マイケル・シュリーヴ - ドラムス (on 2. 3. 4. 5. 7. 8.)
- レオン・ンドゥグ・チャンクラー - ドラムス (on 6. 9.)
- アルマンド・ペラーサ - パーカッション
- ホセ・チェピート・アレアス - パーカッション (on 2. 3. 4.)
- ジュールス・ブロウサード - サックス

ゲスト・ミュージシャン
- スタンリー・クラーク - ベース (on 6. 9. 10. 11.)
- アイアート・モレイラ - ドラムス (on 10. 11.)、パーカッション、サウンド・エフェクト、ボーカル
- フローラ・プリム - パーカッション、サウンド・エフェクト、ボーカル